# 艾氏銼甲鯰
艾氏銼甲鯰，為輻鰭魚綱鯰形目甲鯰科的其中一種，為熱帶淡水魚，分布於南美洲的委內瑞拉和哥倫比亞的奧利諾科河淡水流域，體長可達10.2-15公分，棲息在底層水域，生活習性不明。

## 扩展阅读
維基物種上的相關：艾氏銼甲鯰